# Wave Ceptor

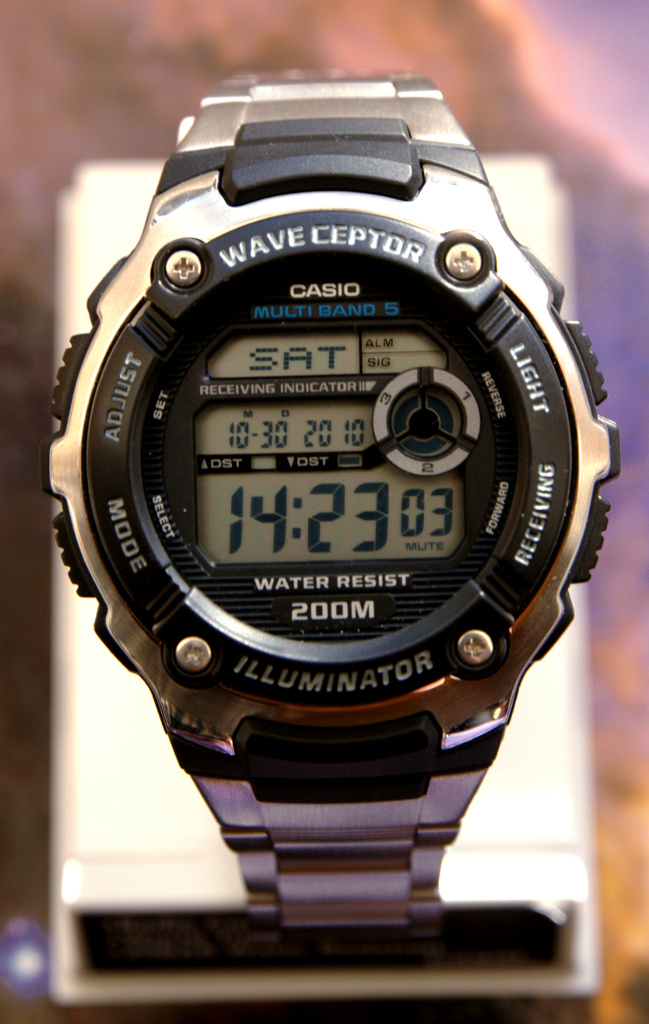
Casio Wave Ceptor WV-200DE

Wave Ceptor – nazwa modeli zegarków firmy Casio wyposażonych w mechanizm regulacyjny kontrolowany falami radiowymi wysyłanymi z wieży w Mainflingen (sygnał radiowy DCF77) koło Frankfurtu nad Menem w Niemczech, Anthorn w Anglii, Fort Collins w Kolorado, USA albo w Fukushimie lub na wyspie Kiusiu w Japonii. Od 2007 roku dostępny jest również sygnał na terenie Chin w Shangqiu w prowincji Henan o zasięgu 1500 km (częstotliwość fal – 68,5 kHz)
Transmisja danych składa się z 59 bitów, które w sekundowej emisji dostarczają każdorazowo informacje o czasie zegara atomowo-cezowego w Brunszwiku dla następnej minuty. Fale długie nadajnika w Mainflingen (długość fali 3,8 km) bez zakłóceń rozchodzą się w promieniu około 1500 km pokrywając obszar większości Europy. Zgodnie z zapewnieniami producenta zarejestrowano również odbiór fali DCF77 w Asuanie w Egipcie (3600 km). Podobny zasięg mają fale nadawane z Anthorn w Wielkiej Brytanii. Zasięg fal WWVB (teren USA) to 3000 km. Zasięg fal JJY (teren Japonii) to 1000 km.
Poza tym obszarem zegarek wskazuje czas w trybie działania zwykłego zegarka kwarcowego. Gwarantowana przez Casio odległość wynosi 1500 km, jeśli nie ma pomiędzy nadajnikiem a odbiornikiem umieszczonych form geologicznych lub sztucznych blokujących sygnał.
Zegarki te stają się w ten sposób najdokładniejszymi zegarkami na świecie, wskazując czas z dokładnością zegara atomowo-cezowego.
Dokładność tego zegara wynosi 1 sekundę na milion lat (zgodnie z szacunkami naukowców).